# Fomino (rejon ramieński)
Fomino (ros. Фомино) – wieś (dieriewnia) w Rosji, w obwodzie moskiewskim, w rejonie ramieńskim. W 2010 liczyła 29 mieszkańców.